# Home Sweet Home (film, 2001)
Pour les articles homonymes, voir Home Sweet Home.
Pour plus de détails, voir Fiche technique et Distribution.
Home Sweet Home est un film franco-zimbabwéen réalisé par Heidi Draper et Michael Raeburn, sorti en 2001.

## Synopsis
Le couple de réalisateurs évoque ses souvenirs d'enfance : Heidi Draper dans la communauté WASP de Boston et Michael Raeburn en Afrique coloniale.

## Fiche technique
- Titre : Home Sweet Home
- Réalisation : Heidi Draper et Michael Raeburn
- Scénario : Heidi Draper et Michael Raeburn
- Musique : René Both, Alexandre Desplat, Sheila Silver et Temba Tana
- Photographie : Heidi Draper et Michael Raeburn
- Montage : Elizabeth Downer
- Société de production : Lizard C.S.E. et Mukuvisi Films
- Pays :  Zimbabwe et  France
- Genre : Documentaire
- Durée : 85 minutes
- Dates de sortie : 
  -  Zimbabwe : 7 mars 2001

## Narration
- Paul Bandey
- Gabrielle Lazure

## Accueil
Vincent Ostria pour L'Humanité estime que le film est « trop intimiste, trop privé pour nous passionner ». Brigitte Baudin pour Le Figaroscope estime que le film est « un portrait croisé de deux éducations diamétralement opposées, une interrogation sur les fondements et la valeur de la famille ».

## Distinctions
Le documentaire a obtenu le prix du meilleur film au Festival du cinéma africain de Milan.